# Mary Parker Follettová
Mary Parker Follettová (3. září 1868 Massachusetts – 18. prosince 1933), byla americká průkopnice managementu, zejména v oblasti organizační teorie. Jako první zdůraznila význam "měkkých" faktorů pro úspěch organizací (komunikace, neformální procesy apod.) Napsala též několik knih a esejů o demokracii a politické filozofii.

## Život
V rodném Massachusetts strávila většinu svého života. V září 1885 nastoupila do společnosti Anny Ticknorové (The Society to encourage Studies at Home), která podporovala domácí studium. V roce 1898 absolvovala Radclifovu vysokou školu, ale její doktorát byl na Harvardově univerzitě popírán z toho důvodu, že byla žena. V příštích třech desetiletích publikovala mnoho prací: The Speaker of the House of Representatives (1896), The New State (1918), Creative Experience (1924), The Giving of Orders (1926) či posmrtný soubor textů Dynamic Administration (1942).